# Свияжский Успенский монастырь
Свия́жский Богоро́дице-Успе́нский монасты́рь (тат. Зөя Алла Анасының дөньядан күчүе монастыре) — действующий мужской монастырь Казанской епархии Татарстанской митрополии Русской православной церкви (Московский патриархат), колыбель православия Казанского края и Поволжья. Признан объектом Всемирного наследия. 

## История
Свияжский Богородице-Успенский мужской монастырь (изначально — Свияжский Богородицкий монастырь) был основан в 1555 году одновременно с учреждением Казанской епархии. Основателем монастыря и его первым настоятелем стал архимандрит Герман (Садырев-Полев), позже ставший вторым архиепископом Казанским и прославленный в лике святых (как «святитель Герман, Казанский чудотворец»). Его цельбоносные мощи — главная святыня монастыря с 1592 года.
Свияжский Богородице-Успенский мужской монастырь — главный православный духовно-просветительский и миссионерский центр Казанской епархии и Среднего Поволжья на протяжении XVI—XVIII веков. Можно встретить утверждения, будто типография для печати Священного Писания и богослужебных книг появилась в монастыре ещё при святителе Германе — раньше, чем типография Ивана Фёдорова в Москве.
В XVI—XVIII века монастырь был богатейшим в Среднем Поволжье и входил в число 20 самых богатых в России. За свияжским архимандритом было закреплено 7-е место по значимости на Руси. В землях монастыря накануне реформы 1764 года числилось 7200 мужских крестьянских душ — столько же, сколько во всех остальных монастырях Казанской епархии, вместе взятых.
По монастырской реформе 1764 года, монастырь возведён в I класс — высший для монастырей Российской империи. До 1809 года был единственным первоклассным в Казанской епархии (с 1809 года этот статус получил и Казанский Богородицкий монастырь).
Обеднение в XIX веке города Свияжска, а также последствия секуляризации церковных земель 1764 года, привели монастырь к упадку. Братия, когда-то превышавшая 100 человек, к началу XX века едва достигала 20-25 монахов и послушников, а доходы монастыря стали уступать доходам других монастырей епархии.
Красноармейцами был 9 августа 1918 года убит без суда последний настоятель обители — епископ Свияжский Амвросий (Гудко), прославленный в лике Собора новомучеников и исповедников Церкви Русской в 2000 году.
С началом гражданской войны насельники Свято-Успенской обители по мобилизации властей настилали мосты, ровняли дороги, хоронили убитых.
В годы становления советской власти монастырь был закрыт и разграблен, а рака с мощами святителя Германа вскрыта красногвардейцами. Впоследствии мощи сокрыли под престолом кладбищенского храма Ярославских чудотворцев города Казани, а в 2000 году вновь возвратили в Свияжск.
В советское время территорию обители занимала психиатрическая больница, которая в 1994 году была выведена.
В 1997 году Свияжский Богородице-Успенский мужской монастырь был официально возрождён.
14 июня 2019 года в монастыре была отреставрирована и открыта мемориальная келья основателя монастыря святителя Германа (Садырева-Полева). 28 августа того же года митрополит Казанский и Татарстанский Феофан (Ашурков) освятил отреставрированный Успенский собор монастыря. 20 августа в монастыре был восстановлен памятник преподобному Сергию Радонежскому, созданный в конце 1990-х годов по благословлению игумена Кирилла (Коровина), однако утерянный при реконструкции монастыря — его обнаружили закопанным в землю у алтарной части Успенского собора. 6 июля 2021 года, в праздник второго перенесения мощей святителя Германа, состоялось освящение отреставрированного храма Святителя Николая Чудотворца, богослужение возглавил митрополит Казанский и Татарстанский Кирилл.

## Архитектурный ансамбль

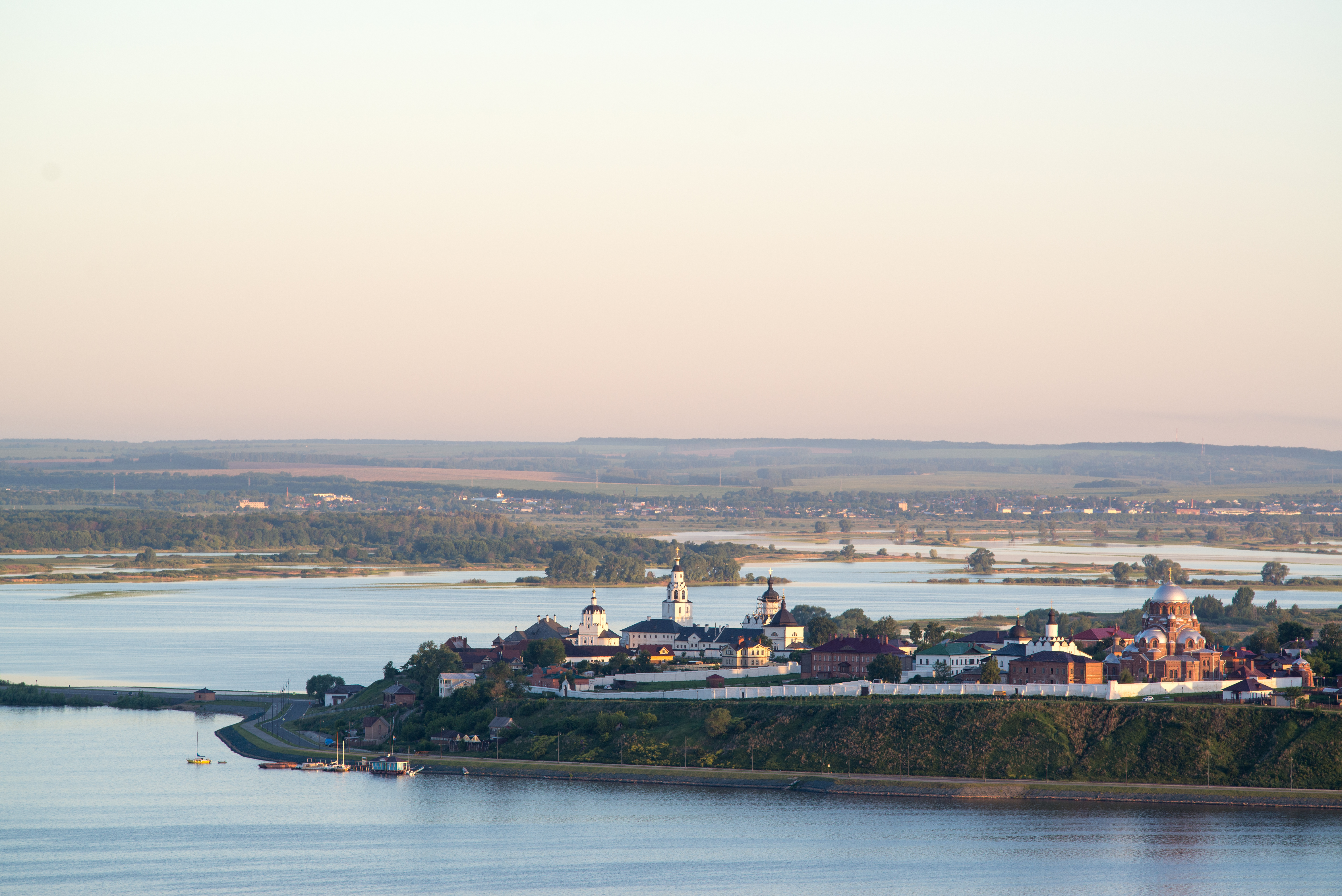
Ансамбль Успенского монастыря с высоты птичьего полёта

Ансамбль монастыря представляет уникальную историко-архитектурную ценность, по которой он не имеет себе равных в Среднем Поволжье. Древнейшие его храмы — Успенский собор (1561) и Никольская трапезная церковь (1556) с 43-метровой колокольней — признанные шедевры русского зодчества XVI века. Особенно ценен для искусствоведов Успенский собор и его фрески, выполненные около 1605 года. Это памятник в стиле псковско-новгородских храмов (предполагаемые архитекторы — Постник Яковлев и Иван Ширяй). В XVIII веке он получил новый купол в стиле украинского барокко и 12 узорных барочных кокошников, но в остальном его облик XVI века остался неизменным. Трапезный храм Святителя Николая Чудотворца — самый древний сохранившийся каменный храм Свияжска. Его четырёхъярусная колокольня была достроена в XVII веке.
Фрески внутри собора занимают общую площадь 1080 м². Это один из немногих храмов, где сохранился полный цикл стенной живописи эпохи Бориса Годунова (другой такой пример — Благовещенский собор в Сольвычегодске). В этом смысле, свияжские росписи являются редкостью, так как имеют посвящение Дмитрию Солунскому, что указывает на их отношение к Лжедмитрию I. Наиболее знаменитые их композиции: «Отечество» («Новозаветная Троица») в куполе, «Успение Божией Матери» в алтаре, «Распятый Христос на груди Бога Саваофа» в одном из парусов свода, «Шествие праведных в рай», «Святой Христофор» (одна из немногих старинных сохранившихся фресок, где этот святой, согласно апокрифической версии изображён с лошадиной головой). Уникально и то, что росписи западной стены не содержат традиционной композиции геенны огненной, изображая лишь райские обители.
Другие памятники монастыря относятся к рубежу XVII—XVIII веков: архиерейский, настоятельский и братский корпуса. Вознесенский надвратный храм (конец XVII века) и храм Святых Германа Казанского и Митрофана Воронежского (XIX век) были разрушены в советское время.
Почти километровая ограда монастыря, придающая ему вид кремля, относится к XVIII—XIX векам.

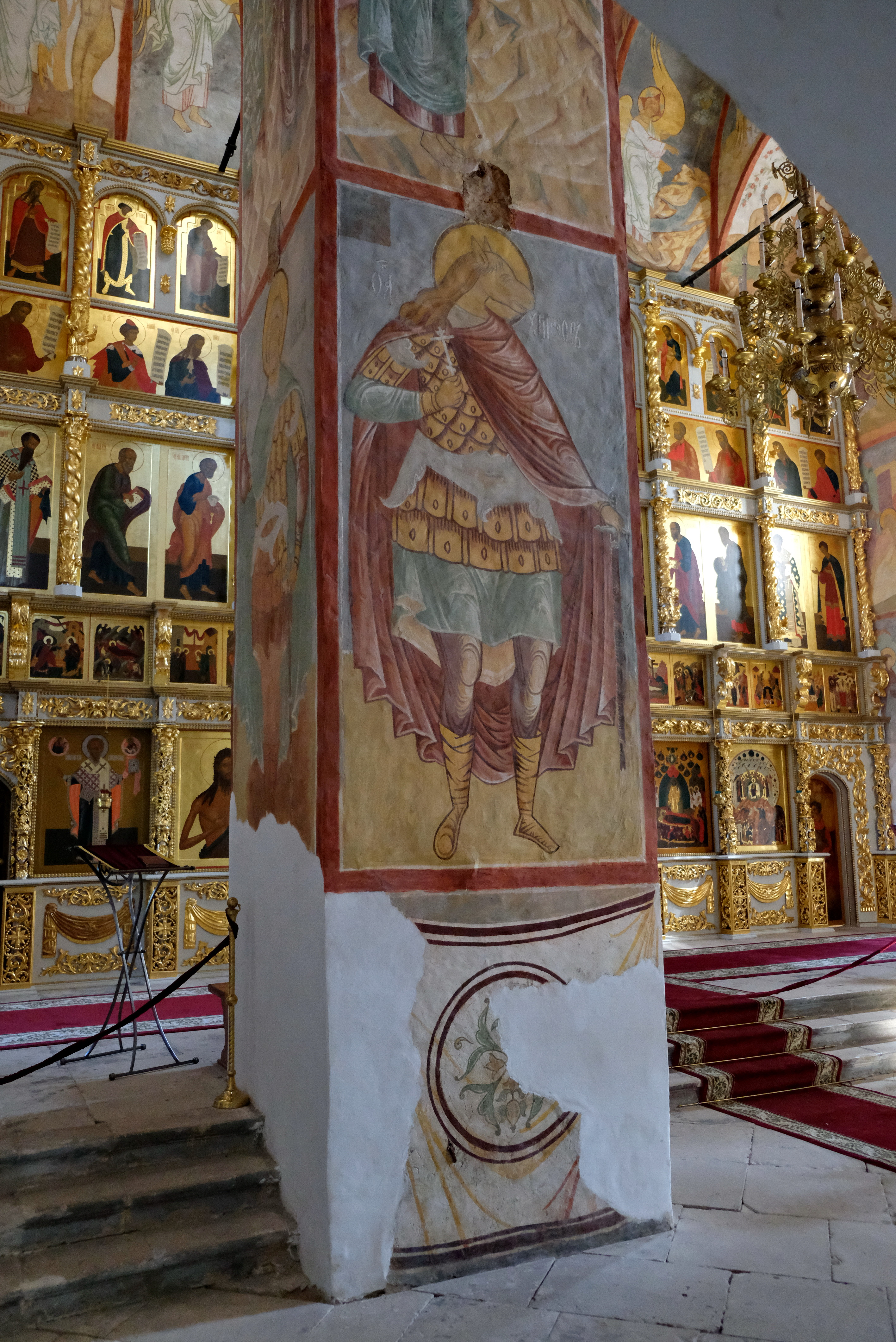
Святой Христофор с лошадиной головой (1605)
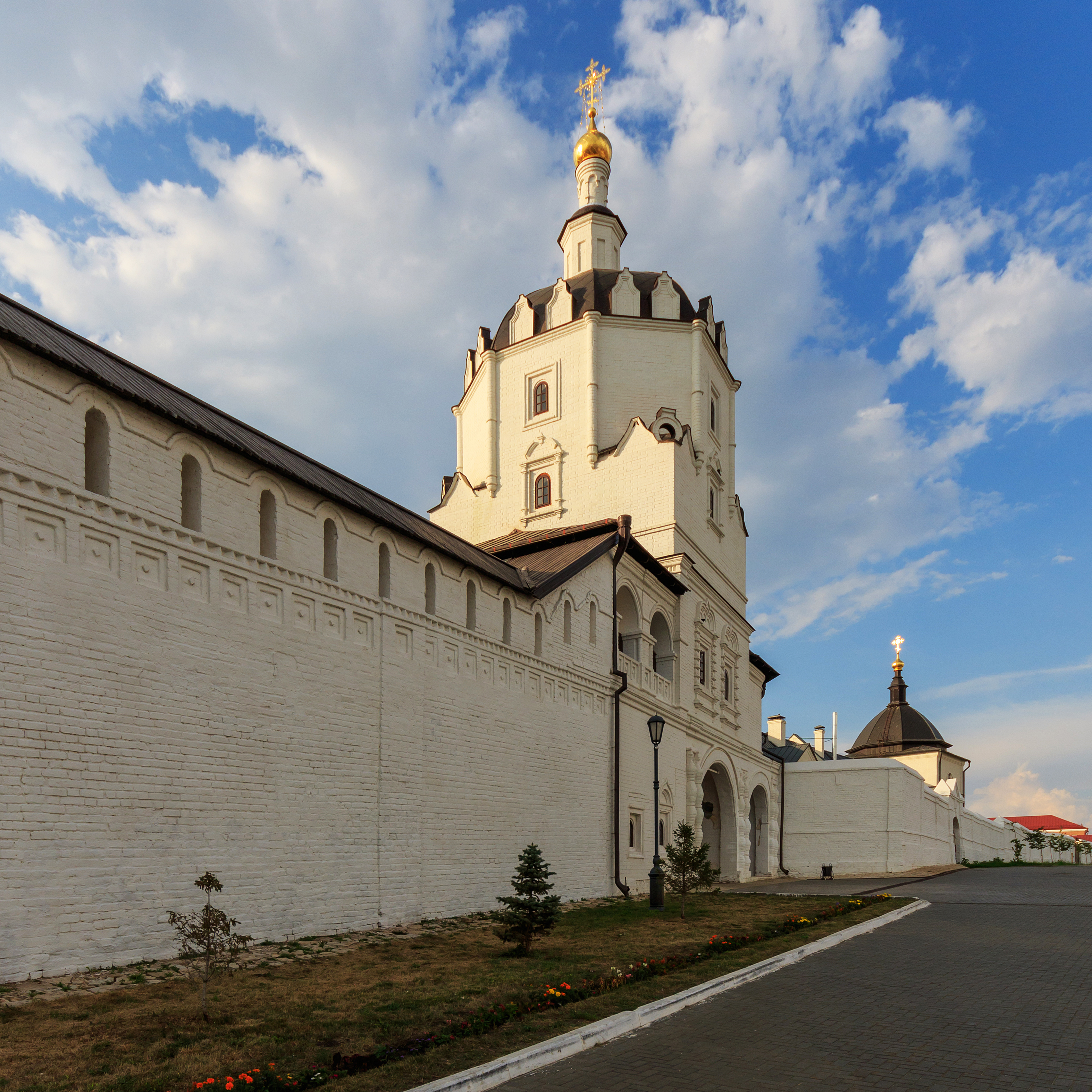
Надвратная колокольня
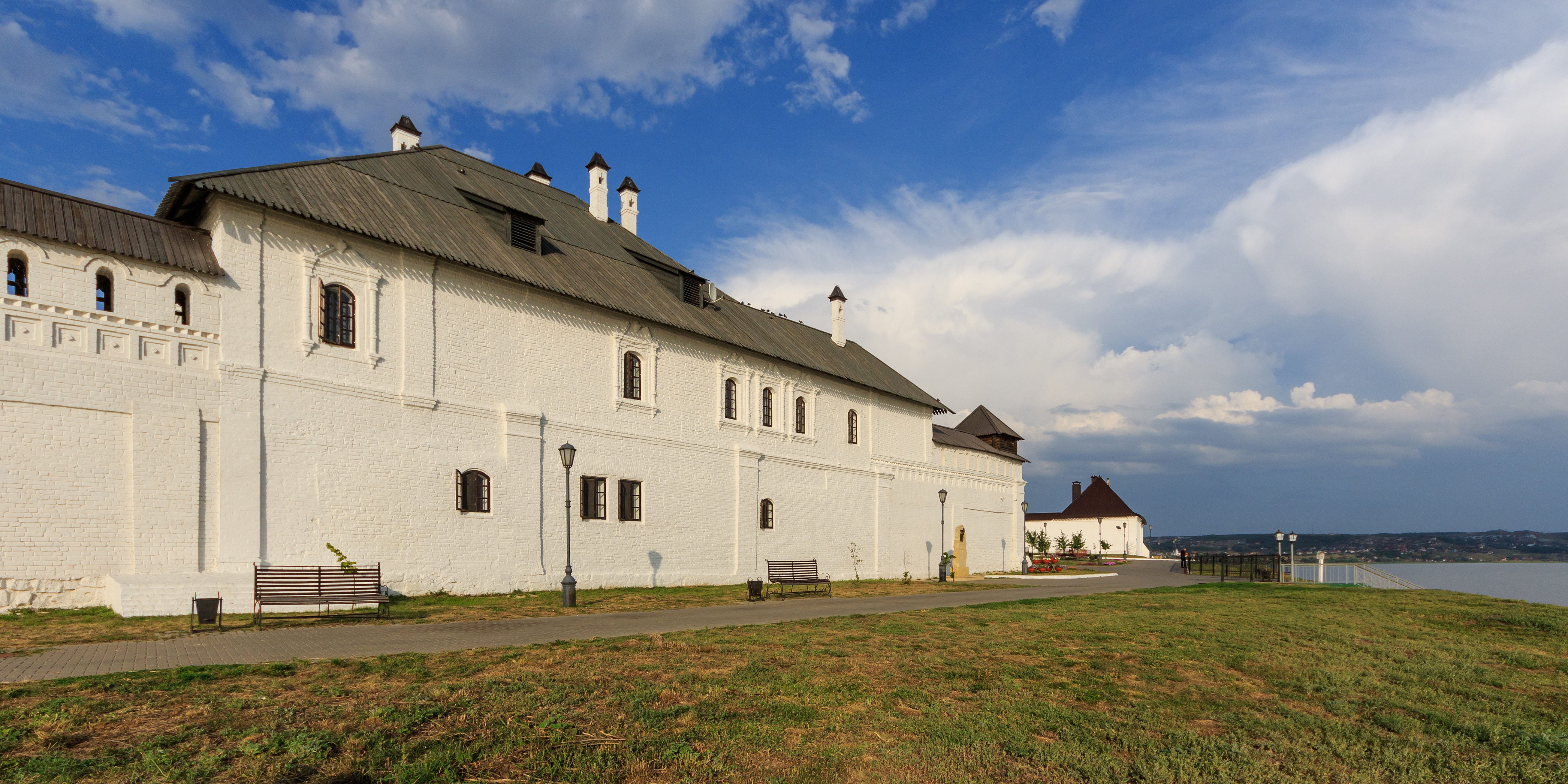
Архимандритский корпус
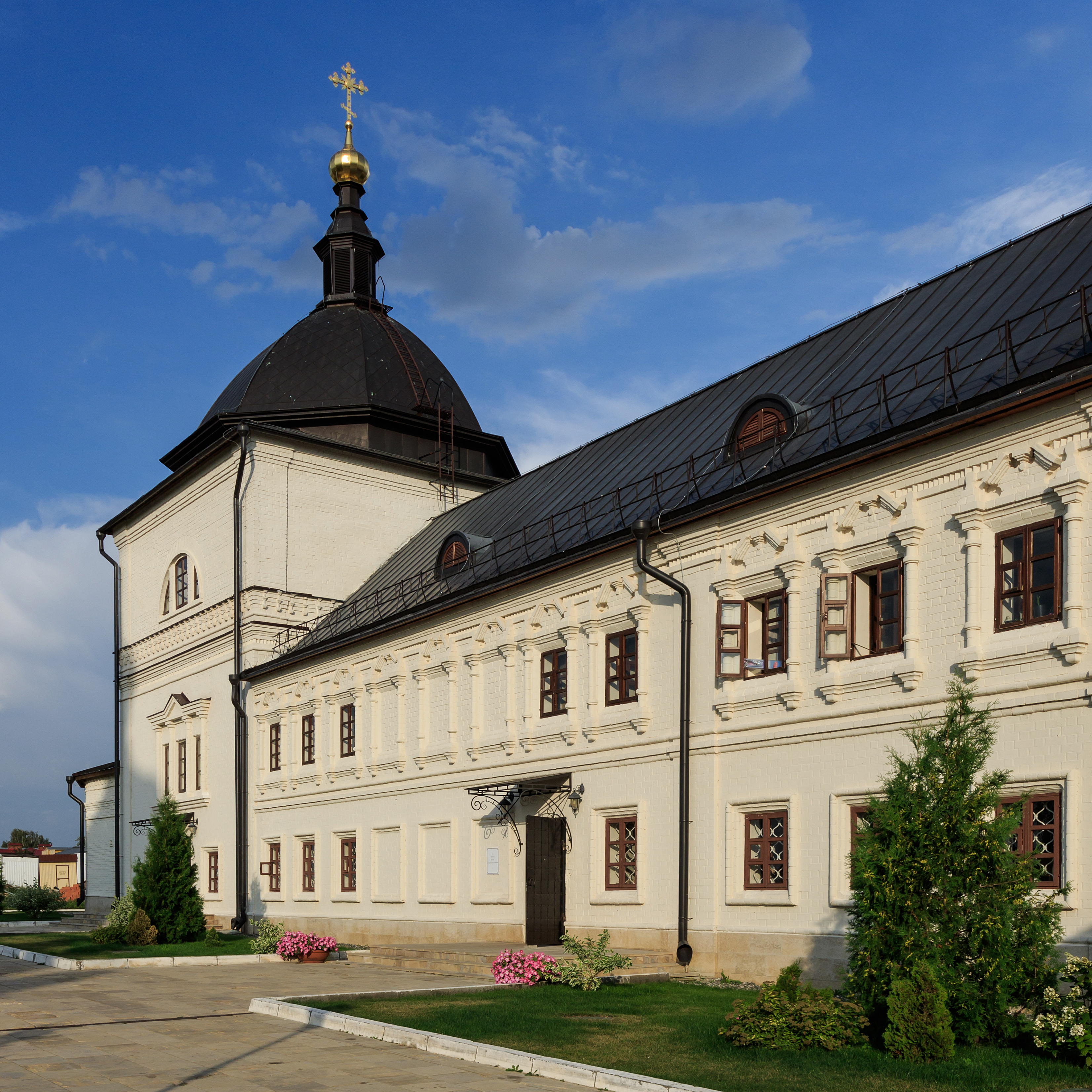
Братский корпус
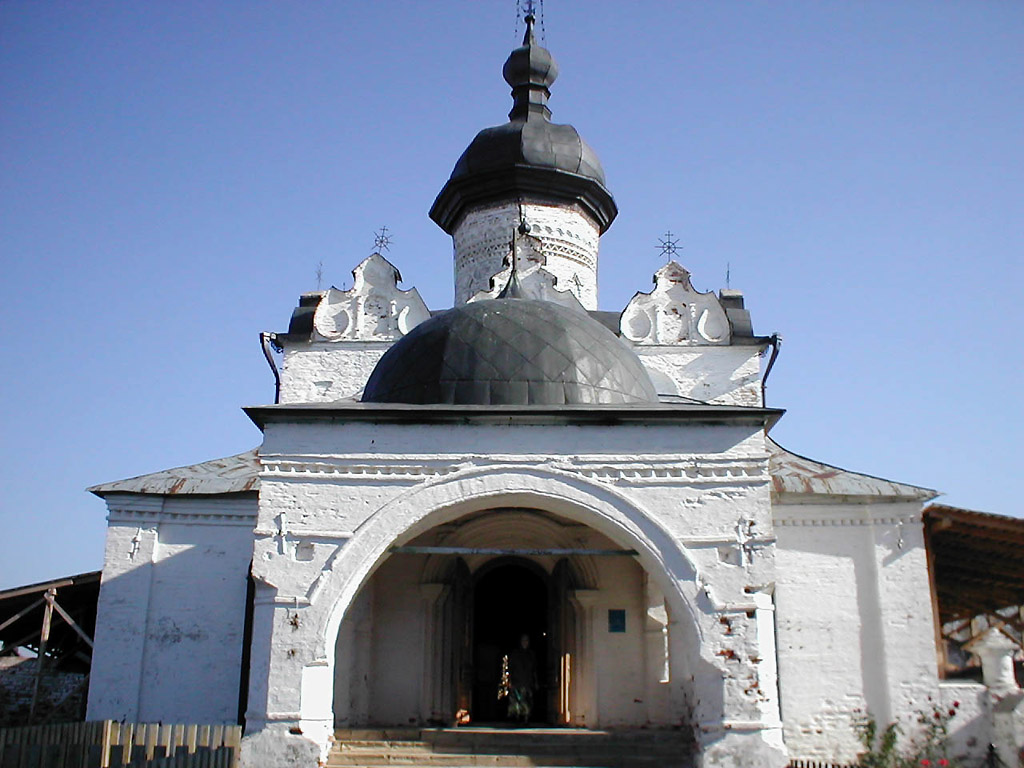
Успенский собор

## Схема

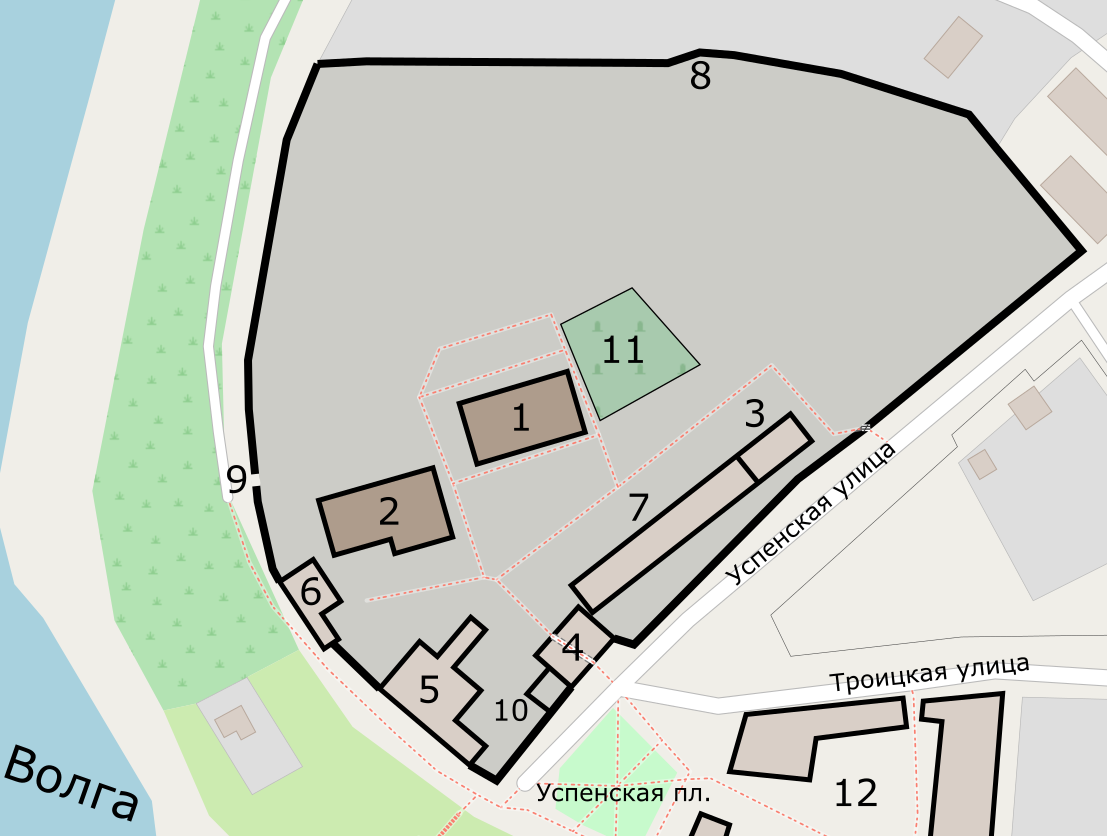

1. Собор Успения Пресвятой Богородицы
2. Церковь свт. Николая Чудотворца
3. Церковь прп. Германа Казанского и прп. Митрофана Воронежского
4. Церковь Вознесения Господня над Святыми воротами
5. Архиерейский корпус
6. Монастырское училище
7. Братский корпус
8. Ограда
9. Хозяйственные ворота
10. Баня
11. Некрополь
12. Хозяйственный двор

## Архимандриты монастыря
- Герман (Садырев-Полев) — первый настоятель (1555—1564)
- Родион (1564)[12];
- Авраамий (1583)[13];
- Сергей (1606)[14];
- Корнилий (1613)
- Иоаким (1621)[15];
- Герасим (1638)[16];
- Симеон (1649)[17];
- Иона (1649)[18];
- Гавриил (Русской) (1726 — август 1731)
- Димитрий (Сеченов) (4 декабря 1738—1742)
- Сильвестр (Гловатский) (1742—1749)
- Иероним (Фармаковский) (1 июня 1767—1770)
- Платон (Любарский) (30 октября 1785—1788)
- Вениамин (Багрянский) (1788 — декабрь 1789)
- Гедеон (Замыцкий) (1790 — 27 мая 1794)
- Сильвестр (Лебединский) (27 мая 1794—1799)
- Ксенофонт (Троепольский) (24 августа 1799—1800)
- Израиль (Звягинцев) (31 августа 1808—1829?)
- Иероним (Визерский) (31 января 1829—1837)
- Иннокентий (Солодчин) (30 января 1906—1909)
- Макарий (Павлов) (5 мая 1909—1917)
- Амвросий (Гудко) (18 марта 1917—1918)